# Le Burgau
Le Burgau (francès Le Burgaud) és un municipi occità de Gascunya, situat en el departament de l'Alta Garona, a la regió d'Occitània.

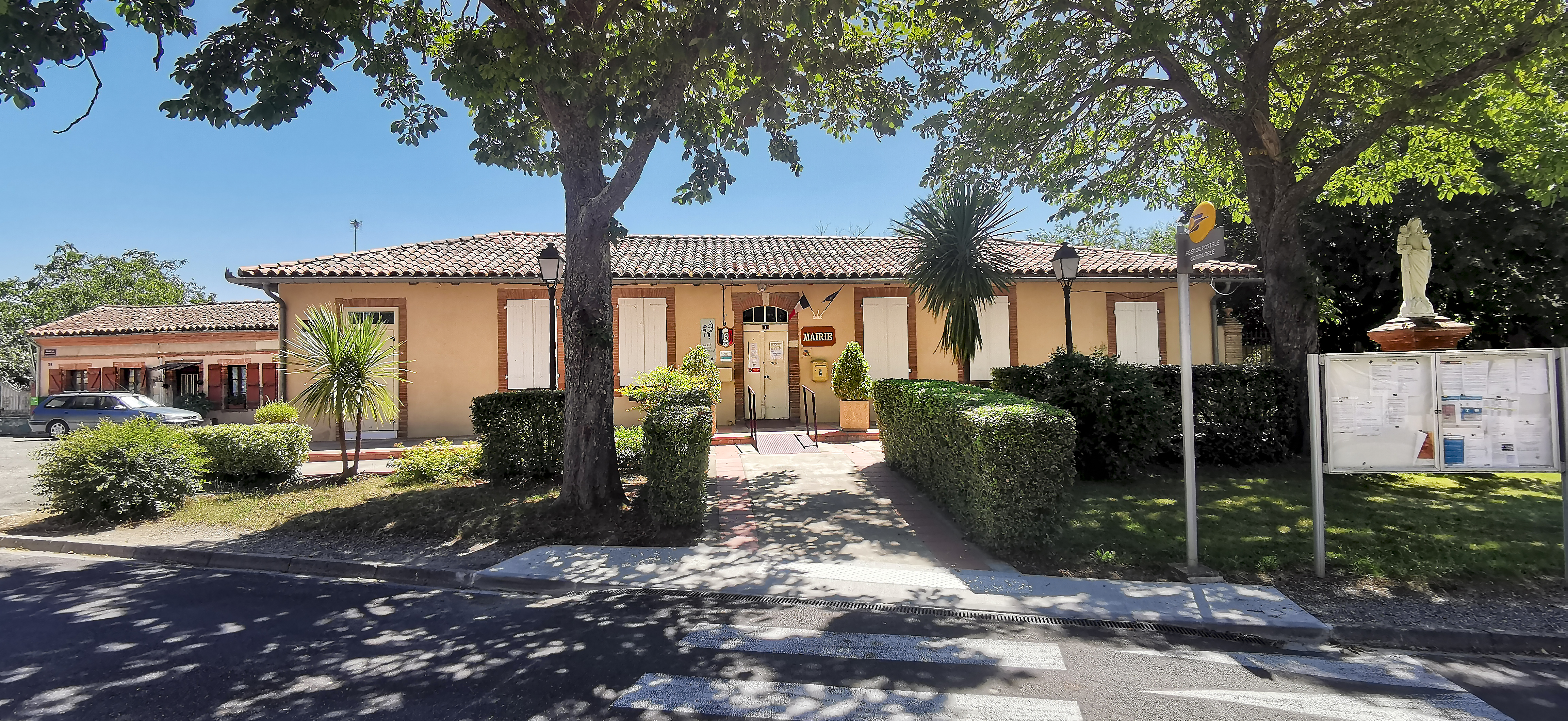
L'ajuntament
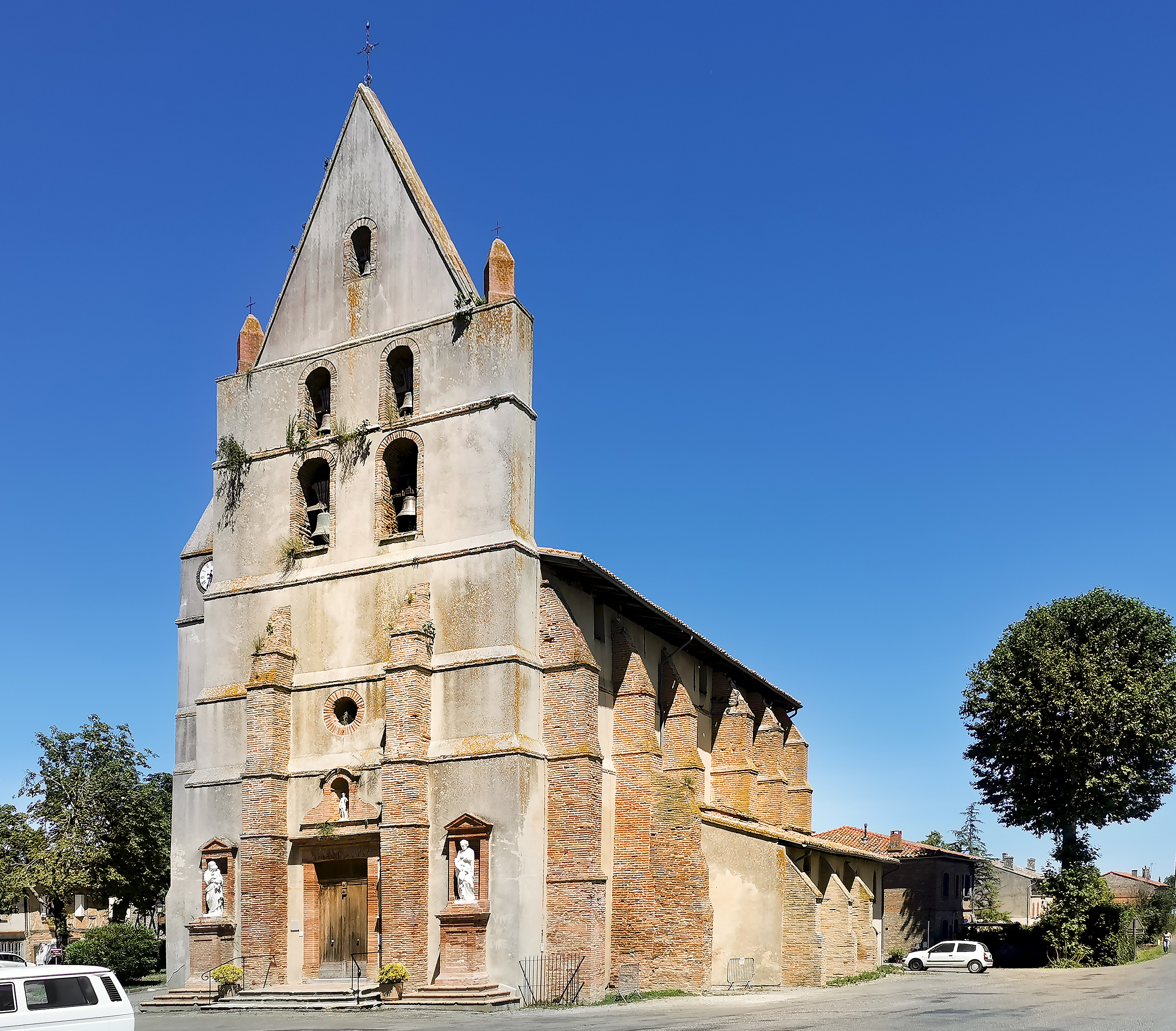
L'Església Saint-Jean-Baptiste
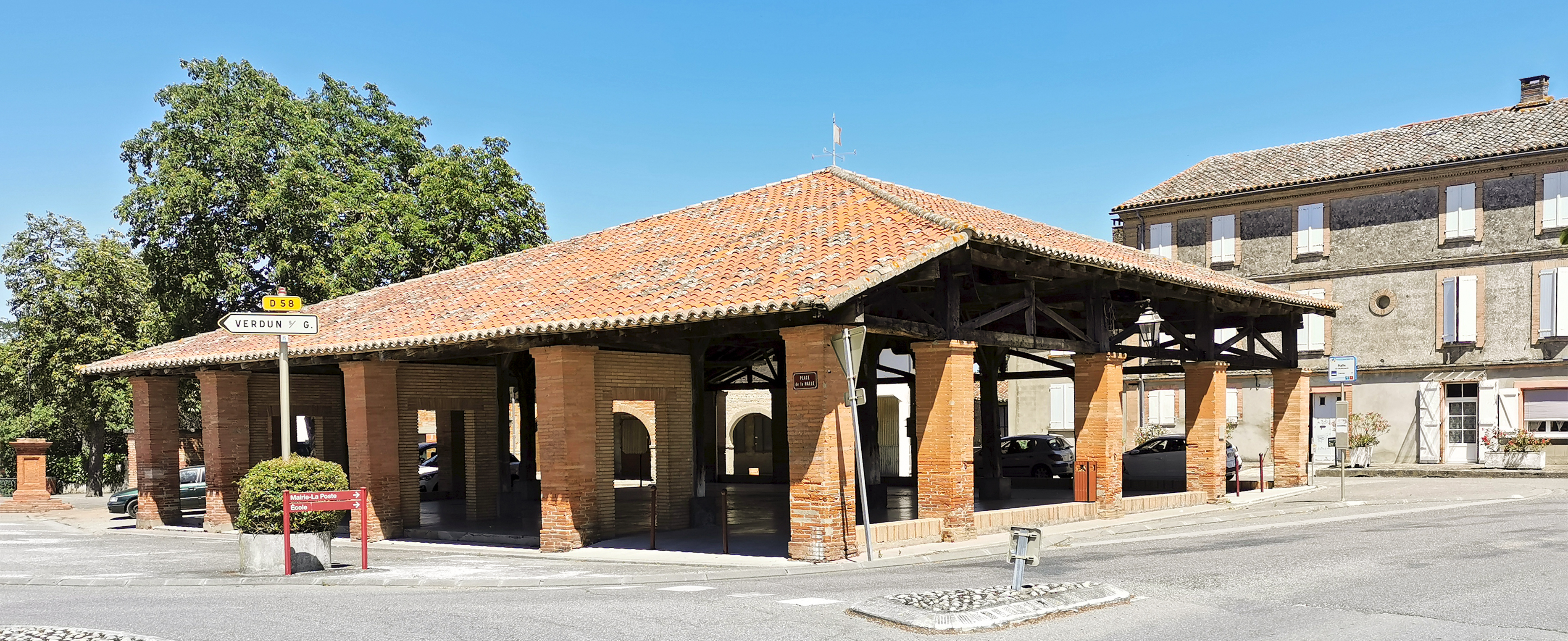
El mercat cobert